# Сумки (село, Курганская область)
Сумки — село в Половинском района Курганской области. Является центром Сумкинского сельсовета.

## География
Село расположено в 32 км на север от райцентра Половинное на автодороге Курган — Половинное. В 4 км от железнодорожной станции Сумки на линии Курган — Новоишимская.

## История
До революции д. Сумки(-овская) входила в Байдарскую волость Курганского уезда.
С 11 декабря 1925 года — центр Сумкинского сельсовета, образованного в результате разукрупнения Золотинского сельсовета.

## Население
| 1926 | 1989  | 2002  | 2010  |
| ---- | ----- | ----- | ----- |
| 913  | ↗1665 | ↘1493 | ↘1085 |

По данным переписи 1926 года в деревне проживало 913 чел., в том числе 902 русских, 6 украинцев.
По данным переписи 2010 года в селе проживало 1085 чел.